# Операція «Зіппер»
Операція «Зіппер» (англ. Operation Zipper) — запланована військова операція британських збройних сил щодо захоплення морських портів Порт-Світтенгам або Порт-Діксон у британській Малайї як плацдарми для подальшого наступу на Малаккському півострові та визволення Сінгапуру. Втім, через капітуляцію Японської імперії та швидке завершення війни на Тихому океані план операції «Зіппер» не був реалізований. Деякі дії, заплановані операцією щодо висадки морського десанту були проведені на Пінанг, не зустрічаючи спротиву з боку японських імператорських військ.

## Історія
3 лютого 1945 року командувач Командування в Південно-Східній Азії адмірал лорд Луїс Маунтбеттен отримав вказівку на якнайшвидше завершення звільнення Бірми. Розпочалася робота над планом, який взаємоузгоджено з планом дезінформаційної операції «Сліппері» мав за мету підготовку до проведення наступальної операції на Малаккському півострові з подальшим звільненням усієї Британської Малайї та Сінгапуру, і відповідно визволення від японських військ стратегічно важливої Малаккської протоки.
За оцінкою штабу союзників найкращим варіантом вважалося просування наземних військ з Бірми через Тенассерім та перешийок Кра. Але згодом було вирішено, що весь процес визволення Малаккського півострову може бути пришвидшений захопленням острова Пхукет як передової опорної бази і вихідної опорного пункту з подальшим проведенням операції «Зіппер» із захопленням морських портів Порт-Світтенгам або Порт-Діксон у північно-західній частині Малайї. Задумом передбачалося розпочати операцію з висадки десанту на 9 вересня 1945 року, а потім наземним просуванням на південь у напрямок Сінгапуру.
Незадовго до цього, в жовтні 1944 року, невелика група Управління спеціальних операцій під керівництвом Туна Ібрагіма Ісмаїла висадилася і своїми діями зуміла переконати японців у тому, що вторгнення відбудеться на перешийок Кра, приблизно в 650 милях на північ від району, вибраного за планом операції «Зіппер».
Капітуляція Японії врешті-решт позбавила керівництво Командування в Південно-Східній Азії необхідності проведення операції «Зіппер», але операція була частково реалізована в контексті повернення військ союзників до Малайї й прийняття капітуляції японських військ, що оборонялися на півострові.
2 вересня здався японський гарнізон у Пінанзі, а наступного дня Королівська морська піхота захопила острів Пінанг. Тим часом флот союзників прибув із Сінгапуру 4 вересня і прийняв капітуляцію японських військ, розміщених на острові. 12 вересня в центрі Сінгапуру відбулася офіційна церемонія здачі.
9 вересня війська 25-ї індійської дивізії були висаджені в Селангор і Негері-Сембілан, захопивши Порт Діксон. 12 вересня після деяких затримок сили Британської імперії досягли Куала-Лумпур.